# Härbann
Härbann (mlat. heribannum) betecknade hos frankerna och andra germanska folk dels befogenheten att uppbåda och hemförlova krigshären, dels de böter, som erlades för försummad krigstjänst. Hos frankerna utgjorde dessa 60 solidi. Under 1200-talet började i Tyskland också den uppbådade hären kallas härbann (ty. heerbann).